# Campylopterus diamantinensis
El colibrí de Diamantina (Campylopterus diamantinesis) es una especie de ave apodiforme de la familia Trochilidae —los colibríes— perteneciente al género  Campylopterus. Es endémica de una pequeña región del sureste de Brasil

## Distribución y hábitat
Se ecuentra únicamente en la sierra del Espinhaço en el estado de Minas Gerais, sureste de Brasil, donde habita en arroyos boscosos y quebradas abrigadas por el viento en las praderas de alta elevación y suelo pobre denominadas «campos rupestres». Dentro de su limitada área de distribución se ha registrado en elevaciones entre 1000 y 2050 m.

## Estado de conservación
El colibrí de Diamantina ha sido calificado como «casi amenazado» por la Unión Internacional para la Conservación de la Naturaleza (IUCN) debido a que se proyecta que su pequeña zona de distribución se reducirá en las próximas décadas como resultado del cambio climático. El momento exacto de este declive y el ritmo de cualquier reducción poblacional durante la próxima década son muy inciertos. A pesar de su limitada zona de distribución, se encuentra en algunas unidades de conservación relativamente grandes.

## Sistemática

### Descripción original
La especie C. diamantinensis fue descrita por primera vez por el ornitólogo brasileño Augusto Ruschi en 1963 bajo el nombre científico de subespecie Campylopterus largipennis diamantinensis; su localidad tipo es: «Corrego das Pedras, Diamantina, Minas Gerais (elevación 1400 m), Brasil»; el holotipo, un macho adulto recolectado el 14 de septiembre de 1963, se encuentra depositado en la Colección ornitológica del Museo de Biología Prof. Mello Leitão, bajo el número 7505.

### Etimología
El nombre genérico masculino «Campylopterus» se compone de las palabras del griego «kampulos» que significa ‘curvado, curvo’ y «pteros» que significa ‘de alas’; y el nombre de la especie «diamantinensis» se refiere a la localidad tipo, Diamantina, Minas Gerais.

### Taxonomía
El grupo de subespecies obscurus, incluyendo la presente especie fue en el pasado considerado como una especie separada de Campylopterus largipennis, pero fue tratado como conespecífico a partir de Peters (1945). Un estudio de Lopes et al. (2017) encontró evidencias de que C. largipennis debería ser tratado como cuatro especies diferentes, elevando obscurus y diamantinensis al rango de especies plenas y reconociento la nueva especie descrita Campylopterus  calcirupicola. El Comité de Clasificación de Sudamérica (SACC), en la Propuesta No 755 reconoció la elevación de diamantinensis pero no así la de obscurus.